# تمثال الأشرعة البيضاء
تمثال الأشرعة المنطلقة هو تمثال شهير يقع أمام مكتبة الأسكندرية في ميدان السلسلة بحي الأزاريطة بمدينة الإسكندرية ، أنشاه النحات المصري فتحي محمود عام 1962 وأنجزه عام 1968 وأهداه إلى المدينة، والتمثال عبارة عن وحش برأس ثور وجسد مموج مثل البحر يحتضن امرأه جميلة أشبه بعروس البحر  يتضمن التمثال قصة خلق الإسكندرية من خلال أسطوره قديمة عن إله البحر الذي يتمثل أحيانا في هيئة ثور قد أحكم قبضته على فتاة جميلة ترمز إلى المدينة الساحلية الخلابة الإسكندرية التي تأسر كل من يذهب إليها أو يعيش بها. أما الأشرعة فهي تجسيد لامتزاج الحضارة اليونانية والرومانية بحضارة عروس البحر لأكثر من 6 قرون.

## تاريخ إنشاءه
انتصب تمثال «الأشرعة» في عام 1968 على نتوء قديم عرف بــ«رأس لوكياس»، ويتميز النتوء بسلسلة طويلة من الصخور. وقد اكتشفت بقايا أسوار الإسكندرية الإغريقية تحت مياه السلسلة، كما عثر على بقايا عمدان وتيجان وعملات فضية. يقول الدكتور عزت قادوس، أستاذ الآثار اليونانية والرومانية بكلية الآداب بجامعة الإسكندرية «إن رأس لوكياس توجد في نفس مكان القصر الملكي لكليوباترا، وكان يوجد معبد إيزيس لوكياس، ثم معبد بوسيدون إله البحار، واستراحة ماركوس أنطونيوس «التيمونيوم»».